# Промисловість органічного синтезу
Промисло́вість органі́чного си́нтезу — підгалузь хімічної промисловості, яка виробляє такі важливі сполуки як вуглеводи, спирти, альдегіди, кетони, етери, аміни; органічні продукти, що містять хлор, фтор, фосфор, кремній та інші елементи, які служать вихідними матеріалами для виробництва пластмас, синтетичних каучуків, лаків, фарб, хімічних волокон, миючих засобів, отрутохімікатів та ін.